# Frank Hoste
Frank Hoste (Gand, 29 agosto 1955) è un ex ciclista su strada e dirigente sportivo belga.
Professionista dal 1977 al 1991, vinse la classifica a punti al Tour de France 1984; partecipò inoltre ai Giochi olimpici 1976 di Montréal.

## Carriera
Prima di passare professionista, Hoste partecipò con la selezione belga ai Giochi della XXI Olimpiade di Montréal del 1976, giungendo trentaseiesimo nella prova in linea.

## Palmarès
- 1978

Grand Prix de Denain
Grand Prix Wetteren
- 1980

Liedekerkse Pijl
- 1981

Dwars door Vlaanderen
Prologo Tour Méditerranéen (Antibes, cronometro)
3ª tappa Quatre Jours de Dunkerque (Tourcoing)
- 1982

Gand-Wevelgem
3ª tappa Quatre Jours de Dunkerque (San Quintino)
Classifica generale Quatre Jours de Dunkerque
Campionati belgi, Prova in linea
8ª tappa  Tour de France (Concarneau > Châteaulin)
- 1983

5ª tappa, 1ª semitappa Vuelta a Andalucía (Águilas)
5ª tappa, 2ª semitappa Vuelta a Andalucía (Águilas, cronometro)
2ª tappa Vuelta a las Tres Provincias
3ª tappa Vuelta a las Tres Provincias
2ª tappa Driedaagse De Panne - Koksijde (De Panne)
16ª tappa Giro d'Italia (Orta > Milano)
1ª tappa Tour de Suisse (Seuzach > Schinznach-Bad)
2ª tappa Tour de Suisse (Schinznach > Bad Meilen)
8ª tappa Tour de Suisse (Unterbäch > Ginevra)
1ª tappa Volta Ciclista a Catalunya
3ª tappa Volta Ciclista a Catalunya
- 1984

Grand Prix de Wallonie
2ª tappa, 1ª semitappa Vuelta a Aragón
4ª tappa Vuelta a Aragón
1ª tappa Tour de France (Bondy > Saint-Denis)
6ª tappa Tour de France (Cergy-Pontoise > Alençon)
21ª tappa Tour de France (Crans-Montana > Villefranche-en-Beaujolais)
- 1985

5ª tappa Vuelta a Andalucía
6ª tappa Giro d'Italia (Vittorio Veneto > Cervia)
- 1986

Gran Premio del Canton Argovia
14ª tappa Tour de France (Carcassonne > Nîmes)
1ª tappa Volta Ciclista a Catalunya
3ª tappa Volta Ciclista a Catalunya
- 1988

4ª tappa, 1ª semitappa Tour de Luxembourg
- 1990

Omloop van de Westkust-De Panne

### Altri successi
- 1984

Classifica a punti Tour de France

## Piazzamenti

### Grandi Giri
- Giro d'Italia

1983: 114º
1985: 117º
1986: 136º
1987: 119º
1989: 125º
- Tour de France

1980: ritirato (14ª tappa)
1981: 95º
1982: ritirato (non partito 17ª tappa)
1984: 100º
1986: 116º
1987: ritirato (14ª tappa)
1988: 124º
1989: squalificato (10ª tappa)

### Classiche monumento
- Milano-Sanremo

1980: 22º
1984: 39º
1987: 143º
- Giro delle Fiandre

1980: 14º
1982: 46º
1983: 24º
1984: 28º
1988: 39º
- Parigi-Roubaix

1980: 21
1981: 11º
1982: 30º
1983: 8º
1986: 14º
1987: 28º
1988: 22º
- Liegi-Bastogne-Liegi

1979: 34º
1988: 60º

### Competizioni mondiali
- Campionati del mondo su strada

Goodwood 1982 - In linea: 25º
Altenrhein 1983 - In linea: ritirato
Barcellona 1984 - In linea: ritirato
- Giochi olimpici

Montréal 1976 - In linea: 36º